# Lucihormetica
Lucihormetica es un género de insectos blatodeos (cucarachas) de la familia Blaberidae, subfamilia Blaberinae.
Once especies pertenecen a este género:
- Lucihormetica amazonica  (Rocha e Silva, 1987)
- Lucihormetica cerdai (Ramírez-Pérez, 1992)
- Lucihormetica fenestrata Zompro & Fritzsche, 1999
- Lucihormetica grossei Fritzsche, 2003
- Lucihormetica interna (Walker, 1868)
- Lucihormetica luckae (Vršanský, Fritzsche & Chorvát, 2012)
- Lucihormetica osunai (Ramírez-Pérez, 1992)
- Lucihormetica seabrai (Rocha e Silva, 1987)
- Lucihormetica subcincta (Walker, 1868)
- Lucihormetica tapurucuara (Rocha e Silva, 1979)
- Lucihormetica verrucosa (Brunner von Wattenwyl, 1865)
- Lucihormetica zomproi Fritzsche, 2008

## Distribución geográfica
Se pueden encontrar, según especies, en Brasil, Colombia, Venezuela y Ecuador.[cita requerida]